# فريد زبوني
فريد زبوني (27 يناير 1914 - 27 أبريل 2014)، هو بحار لبناني شارك في دورة الألعاب الأولمبية الصيفية 1960، وُلد في إسطنبول، وكان عضوا في نادي اليخوت كما شغل منصب رئيس الاتحاد اللبناني لليخوت.

## روابط خارجية
- فريد زبوني على موقع أوليمبيديا (الإنجليزية)